# Mesogonia paganula
Mesogonia paganula är en insektsart som först beskrevs av Jacobi 1905.  Mesogonia paganula ingår i släktet Mesogonia och familjen dvärgstritar. Inga underarter finns listade i Catalogue of Life.